# كأس الأمير 1983–84
أقيمت بطولة كأس الأمير الثالثة والعشرون في موسم 1983/1984، وقد شارك في هذه البطولة جميع الفرق.

## الفرق المشاركة
- نادي الكويت
- نادي السالمية
- نادي القادسية الكويتي
- نادي اليرموك
- نادي التضامن الكويتي
- نادي النصر الكويتي
- نادي الشباب الكويتي
- نادي النصر الكويتي
- نادي الفحيحيل
- نادي الصليبيخات
- نادي خيطان
- نادي الجهراء
- نادي العربي الكويتي
- نادي كاظمة

## الدور التمهيدي
- نادي الكويت × نادي السالمية (1:2)
- نادي القادسية الكويتي × نادي اليرموك (0:1)
- نادي التضامن الكويتي × نادي النصر الكويتي (1:3)
- نادي الشباب الكويتي × نادي الساحل الكويتي (2:1)
- نادي الفحيحيل × نادي الصليبيخات (1:3)
- نادي خيطان × نادي الجهراء (0:1)

## الدور الربع نهائي
- نادي الكويت × نادي العربي الكويتي (0:4)
- نادي التضامن الكويتي × نادي القادسية الكويتي (1:2)
- نادي كاظمة × نادي الساحل الكويتي (0:7)
- نادي الفحيحيل × نادي خيطان (0:1)

## الدور النصف نهائي
- نادي التضامن الكويتي × نادي الكويت (0:1)
- نادي كاظمة × نادي الفحيحيل (4:5) ضربات جزاء ترجيحية.

## مباراة تحديد المركزين الثالث والرابع
- نادي الفحيحيل × نادي الكويت (1:2)

## النهائي
- نادي كاظمة × نادي التضامن الكويتي (0:2)

سجل هدفي كاظمة :
- صالح المسند
- ناصر الغانم

## هداف البطولة
- يوسف سويد (كاظمة) وناصر الغانم (كاظمة) 3 أهداف.